# خوسيه أغوستو بريونيس
خوسيه أغوستو بريونيس (1961 - 23 مايو 2021) سياسي إكوادوري شغل منصب وزير الطاقة.